# Anders Arborelius
Anders Arborelius (sinh năm 1949) là một tu sĩ Dòng Cát Minh Nhặt Phép (O.C.D.), hồng y của Giáo hội Công giáo Rôma, hiện ông đảm nhiệm chức vụ cố vấn Bộ Giáo dân, Gia đình và Sự sống Tòa Thánh, Giám mục chính tòa Giáo phận Stockholm. Ông còn là Giám mục Tiên khởi người gốc Thụy Điển sau hơn 500 năm kể từ năm 1500 sau cuộc cải cách Tin Lành.

## Tiểu sử
Hồng y Anders Arborelius được sinh ra tại Sorengo vào ngày 24 tháng 9 năm 1949. Năm 20 tuổi, cậu rời bỏ Tin Lành, gia nhập đạo Công giáo. Sau đó, chàng trai trẻ Arborelius gia nhập Dòng Cát Minh Nhặt Phép ở Norraby vào năm 1971. Sau đó, tu sĩ này khấn trọn tại Bruges, Bỉ vào năm 1977. Trong thời gian này, tu sĩ Arborelius đã hoàn thành các môn triết và thần học ở Bỉ và tại Teresianum, Rôma. Ngoài ra, ông còn học các ngôn ngữ hiện đại tại Đại học Lund.
Ngày 8 tháng 9 năm 1979, tu sĩ Arborelius được phong chức linh mục ở Malmö. Tòa Thánh công bố bổ nhiệm linh mục Anders Arborelius làm Giám mục chính tòa Giáo phận Stockholm. Lễ Tấn phong cho Tân giám mục diễn ra không lâu sau đó, ngày 29 tháng 12 năm 1998, chủ phong giám mục là Giám mục Hubert Brandenburg, nguyên Giám mục chính tòa Giáo phận Stockholm, hai giám mục Phụ phong là giám mục Leonard William Kenney, giám mục Phụ tá Giáo phận Stockholm và Giám mục Alfons Nossol, giám mục chính tòa Giáo phận Opole. Ông là giám mục Công giáo đầu tiên của Thụy Điển, là người gốc Thụy Điển, từ sau thời Cải cách Luther năm 1500.
Từ năm 2005 đến năm 2015, giám mục Arborelius là chủ tịch Hội đồng Giám mục Scandinavia. Sau khi hết nhiệm kì, ông được chọn tiếp tục trong ban quản trị Hội đồng Giám mục này, trên cương vị phó chủ tịch.
Ông là thành viên của Hội đồng Giáo hoàng về Gia đình từ năm 2002 đến năm 2009. Ngày 21 tháng 1 năm 2017, Giáo hoàng Phanxicô bổ nhiệm ông làm cố vấn Bộ Giáo Dân, Gia đình và Sự Sống. Ngày 28 tháng 6 cùng năm, ông được vinh thăng Hồng y. Hồng y Anders Arborelius đã đến nhận nhà thờ hiệu tòa của mình sau đó vào ngày 6 tháng 12 cùng năm.

## Hình ảnh khác

Huy hiệu Giám mục của Anders Arborelius

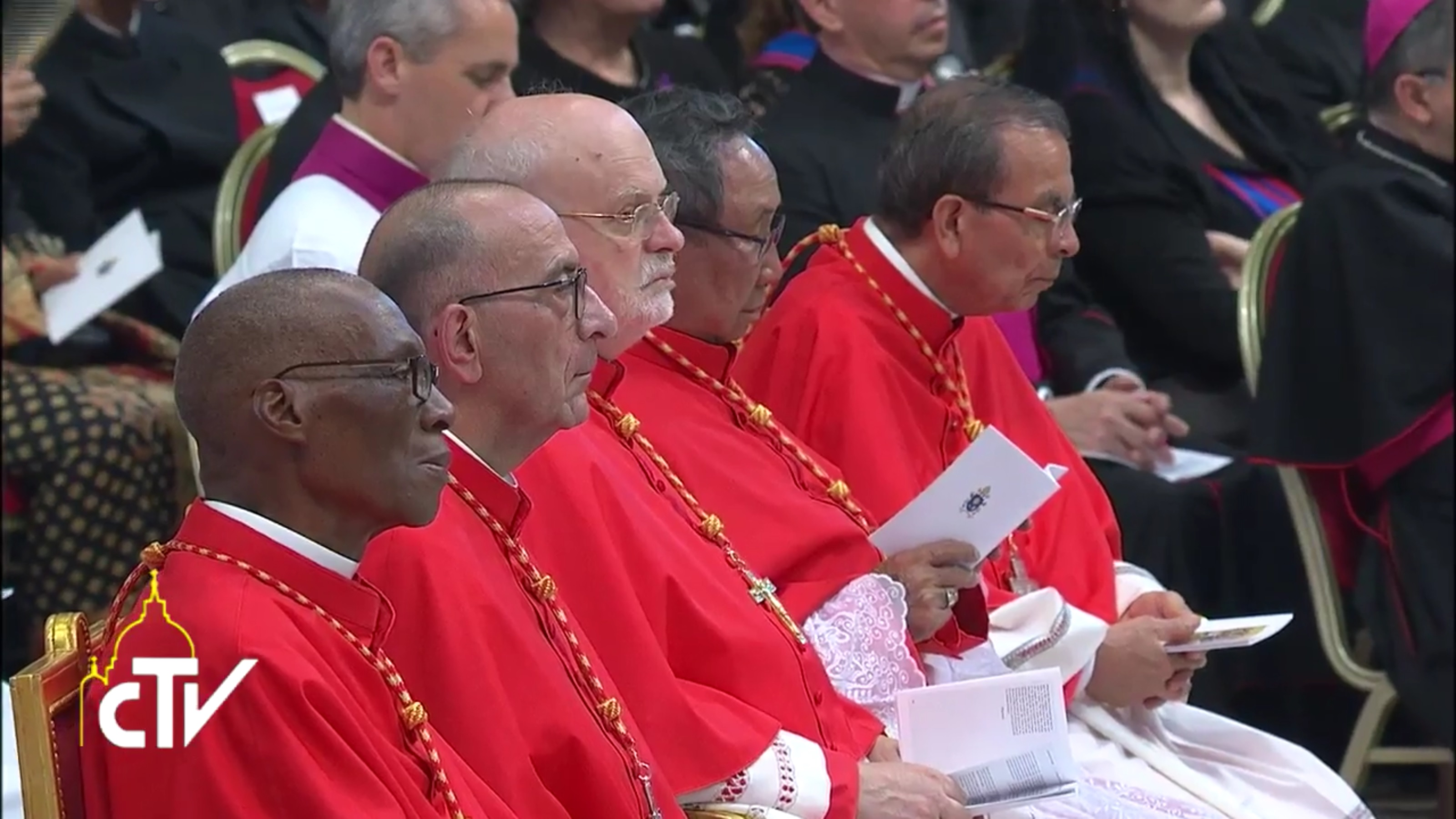
5 Tân Hồng y trong công nghị ngày 28 tháng 6 năm 2017. HY Arborelius thứ ba từ trái sang